# 송·명 시대의 사상
중국 송·명 시대 사상의 특징은 한나라(漢) · 6조(六朝) · 수나라(隋) · 당나라(唐) 시대 유가(儒家) · 도가(道家) · 불가(佛家)의 3교 정립의 상태를 지양하고 종합함으로써 유가를 중심한 3교 합일의 사상 전개다.
이 유가를 중심한 3교 합일의 사상은 이기(理氣)와 심성(心性)의 연구를 특색으로 하는 이기심성의 학이다. 이기(理氣)는 우주(宇宙: 물심(物心)의 일체 현상)의 본체론적 실재(實在)에 대한 문제이며 심성(心性)은 인간(人間: 심신(心身)의 일체 현상)의 심리(心理)와 윤리(倫理)의 문제이므로, 이기심성의 학은 우주와 인간을 일관적으로 보려는 것이다.
전자의 이기론(理氣論)은 특히 노장사상(老莊思想)의 세계관을, 후자의 심성론(心性論)은 특히 불교의 선종(禪宗)의 심성론을 받아들여, 유가 사상을 기반으로 심화(深化)하고 종합한 것이다.

## 이기·심성·체용
기(氣)는 우주를 구성하는 소재이며 또한 음양(陰陽)의 기운 즉 힘이다. 따라서 기(氣)는 자연과학에서의 질량과 에너지에 해당한다고 볼 수 있다.
이(理)는 기(氣)가 운동하고 작용할 때의 법칙이다. 철학적으로는 원리(Principle) · 형식·원형(Form) · 로고스(Logos) · 이데아(Idea) · 규범(Norm) · 당위(Sollen) 등의 뜻을 가지고 있으며, 자연과학에서의 법칙(Law)의 뜻이다.
이기론(理氣論)에서, 우주의 근원, 즉 천(天: 하늘)에 대한 견해는 크게 기일원론(氣一元論)과 이기이원론(理氣二元論)의 두 가지 견해가 있다.
기일원론(氣一元論)은 우주의 근원이 기(氣) 하나라고 보는 견해이고, 이기이원론(理氣二元論)은 우주의 근원이 이(理)와 기(氣)의 둘이라고 보는 견해이다. 따라서, 기일원론에 따르면 우주, 즉 물심(物心)의 일체현상은 기(氣)로 이루어져 있고, 이기이원론에 따르면 우주, 즉 물심(物心)의 일체현상은 이(理)와 기(氣)로 이루어져 있다.
그렇기 때문에, 인간에 대한 심성론(心性論)에서 인간을 인간이게 하는 근원 또는 핵심인 심(心: 마음)을 논함에 있어서도, 기일원론의 입장에서는 심(心: 마음)을 기(氣)로 보며, 이에 대해 이기이원론의 입장에서는 심(心: 마음)을 이(理)와 기(氣)의 두 면을 갖춘 것으로 보게 된다.
그리고 우주와 인간 양자 모두에게 있어서 그 본체(本體)를 체(體)라 하고, 체의 작용을 용(用)이라 하여 체와 용으로 구별하는데, 용(用)이란 본체(本體)와 현상(現象)으로 구별할 때의 현상과는 그 개념이 다르다.

## 대표적 철학자
북송(北宋: 960~1127) 시대의 대표적 철학자로는 주돈이 · 소옹 · 장재 · 정호 · 정이 등이 있고, 남송(南宋: 1127~1279) 시대에는 주희 · 육구연 등이 있으며, 명나라(明: 1368~1644) 시대에는 왕수인 · 나흠순 · 유종주 등이 있다.

### 북송 시대 (960~1127)

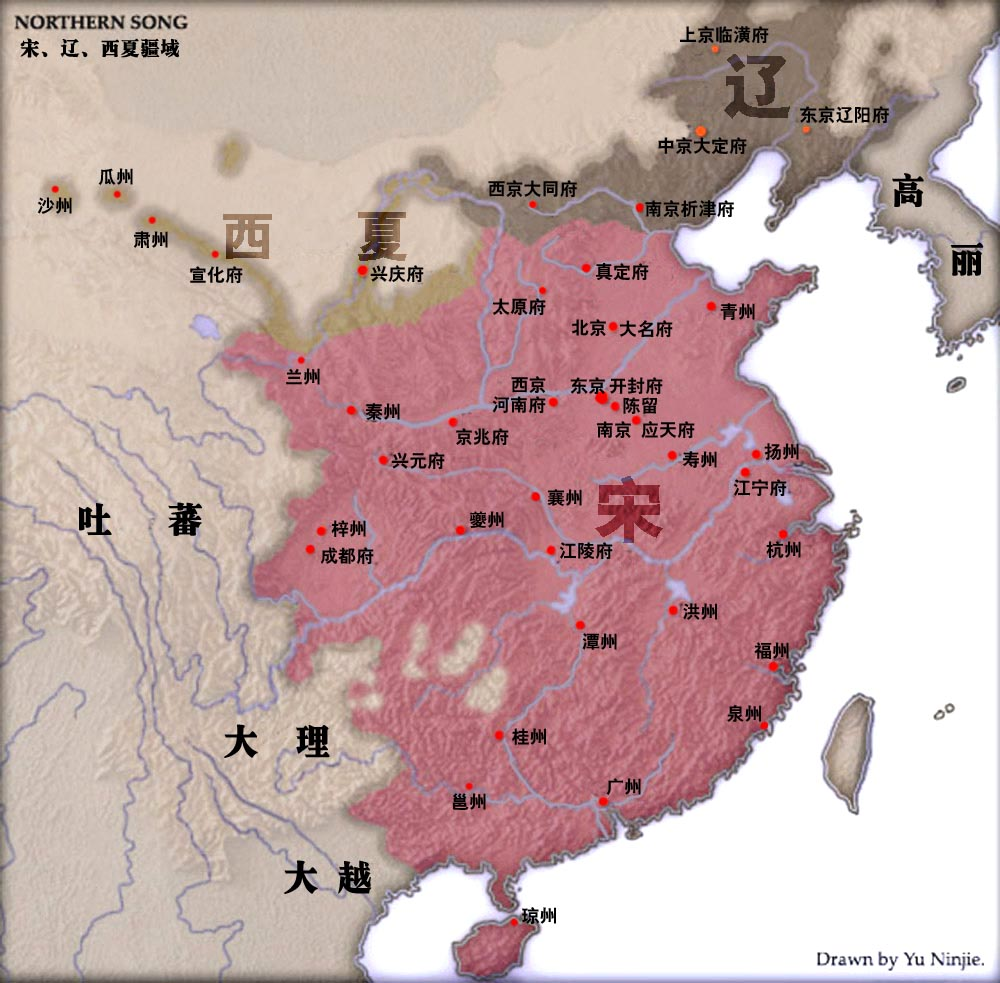
북송의 최대 강역

#### 주돈이
주돈이(周敦頤: 1017~1073)는 《태극도설(太極圖說)》과 《통서(通書)》를 지었다.
그는 우주의 근원(體)을 "무극이태극(無極而太極)"이라 하여 이 태극이 그 자체의 동정(動靜)에 따라 음(陰)과 양(陽)으로 분화되며, 양이 변하고 음이 합함으로써 수 · 화 · 금 · 목 · 토(水火金木土)의 5행(五行)이 된다고 하였다. 그리고 무극의 진(眞)과 음양5행의 정(精)이 묘합(妙合)하여 응취함으로써 만물이 화생(化生)한다고 하였다. 그러므로 만물은 그 근원에 있어 1태극(一太極)이므로 일체가 각기 한 태극으로서의 자성(自性)을 가진다고 하여 각일기성(各一其性)이라 했다.
따라서 인성(人性)은 체(體)로서는 태극이니, 그 본래상을 성(誠)이라 하여 이것을 인극(人極)이라 불렀다. 인극은 적연부동(寂然不動)으로서 순수지선(純粹至善)인 성(誠)이다. 그러나 그것이 대상물에 접할 때 선과 악으로 나뉜다고 하여 성선설과 성악설을 종합했다. 그리고 주정(主靜)과 무욕(無欲)으로써 수양할 것을 강조하였는데 이것은 도가 사상과 불교 사상을 섭취한 것이다.

#### 소옹
소옹(邵雍: 1011~1077)은 《황극경세서(皇極經世書)》를 지어 선천학(先天學)을 논했다.
소옹은 태극을 일동일정지간(一動一靜之間)이라 정의하였다. 태극의 동정(動靜)에 따라 음양강유(陰陽剛柔)로 분화되며, 음양은 천(天)의 4상(四象)으로서 일월성신, 강유는 지(地)의 4유(四維)로서 수화토석(水火土石)이 된다. 4상과 4유는 천지의 본체로서 선천(先天)이며, 4상과 4유가 교운(交運)함으로써 현상세계인 후천(後天)이 생성된다고 하였다.
소옹은 한나라 · 당나라 이래의 5행 사상을 취하지 않고, 4수(四數)로써 모든 것을 설명한다. 그리하여 선천학으로써 시간과 공간의 기준을 정하여 천지의 운행 · 괴멸, 인물(人物)의 소장(消長) · 성쇠(盛衰), 그리고 역사 · 지리 등을 해명하려 했다.
그리고 심(心: 인간의 마음)을 태극이라 하고, 도(道: 우주의 마음)를 또한 태극이라 하여 물심일원관(物心一元觀), 만물일체관(萬物一體觀)의 입장에 서서 인식의 객관주의를 주장함으로써 관물철학(觀物哲學)을 이루고, 천(天)을 인(人)에게로 끌어내려 인간본위론(人間本位論)을 확립했다.

#### 장재
장재(張載: 1020~1077)는 《정몽(正蒙)》·《서명(西銘)》을 지어 태허(太虛)를 논했다.
태허란 우주 공간과 기(氣, 특히 본체)를 합한 개념으로서 태극과 흡사한 것이다. 태허의 동정굴신(動靜屈身) 즉 음양의 회합충화지기(會合沖和之氣)를 태화(太和)라 하고, 태화를 곧 도(道)라 하여 기일원론을 전개함에 있어서 이일분수설(理一分殊說)로서 천지만물일체지인(天地萬物一體之仁)의 사상, 즉 인(仁)이란 천지 만물이 한 몸으로 내가 아닌게 없다는 것을 아는 상태라는 사상에 도달하였다. 이것은 인(仁)의 영역을 인간의 덕성 또는 윤리에서 자연과 우주의 이법으로서의 도(道)로 확대한 것이다.
그리고 인성론에 있어 만인에게 모두 동일한 천지지성(天地之性)과 차별이 있는 기질지성(氣質之性)으로 나누었으며, 기질지성을 천지지성으로 돌이킬 것을 강조하고, 일기(一氣)의 유무혼일지상(有無渾一之常)을 우주의 진상(眞相)이라 하여 불교의 영혼불멸설과 도교의 신선영생설을 공격했다.

#### 정호
정호(程顥: 1032~1085)는 태극을 말하지 않고, 건원일기(乾元一氣)의 분화를 말함으로써 현상계의 차별상을 진상(眞狀)이라 보게 하고 본성론에 있어 선과 악이 함께 존재하는 것을 생(生) 즉 삶의 진상이라 했다.
본성론에 있어서는 그는 생(生)을 성(性)이라 이르고, 성(性)을 기(氣)라 하여 "성즉기(性卽氣), 기즉성(氣卽性)"이라 하였다. 또한 우주론에 있어서도 "도즉기(道卽器), 기즉도(器卽道)"를 주장하여 본체와 현상을 일체(一體)로 보았다. 인식론에 있어서는 신비적 신오(神悟)를 말하여 존구자명(存久自明: 오래되면 스스로 밝아진다)을 주장함으로써 물래순응(物來順應: 사물이 다가오면 순리대로 응한다)하는 무위 자연의 경지를 이룰 것을 주장했다.

#### 정이
정이(1033~1107)는 형인 정호와 같은 계통이지만 이기이원론(理氣二元論)을 창설한 사람이다. 그는 음양은 기(氣)요 음양이 개합(開合)하는 까닭(所以 즉 이치)은 이(理)라 하여, 이(理)를 체(體)로 기(氣)를 용(用)으로 보았다.
따라서, 우주론(宇宙論)에 있어서, 그는 이(理)와 기(氣)는 모두 우주의 본체를 구성하는 것으로서 둘 다 형이상학적 실재요, 이(理)의 이일분수(理一分殊)를 구체화하는 것이 기(氣)로, 현상 세계는 이(理)와 기(氣)의 합성이라고 보았다.
심성론(心性論)에 있어서는, 이(理)는 성(性)으로서 체(體)요, 기(氣)는 정(情)으로서 용(用)이라 하였다. 정이는 장재와 같이 성(性)을 천지지성(天地之性)과 기질지성(氣質之性)으로 나누어 보고, 천지지성은 만인에게 동일한 순선(純善) 또는 지선(至善)이며, 기질지성은 만인에게 모두 고르지는 않는 유선악(有善惡: 선과 악의 차별이 있다)이라 하여 종래의 성(性)에 대한 제설을 종합하였다. 정호 · 정이 형제의 유서를 《2정전서(二程全書)》라 일컫는다.

### 남송 시대 (1127~1279)

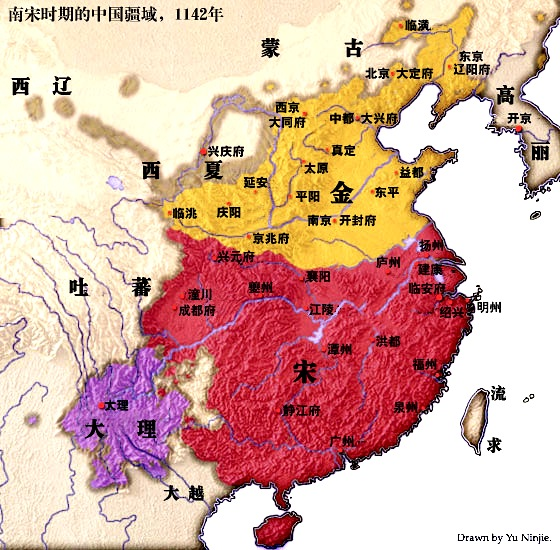
남송의 최대 강역 (빨강)

#### 주희
주희(朱憙: 1130~1200)는 이기이원론(理氣二元論)의 완성자이다. 송학(宋學)의 집대성자로서 특히 주돈이의 태극도설과 정이의 이기설을 종합하였다. 저서로 《주자대전(朱子大全)》이 있다.
주희는 주돈이의 태극도설에 있어서 태극을 이(理), 음양을 기(氣)라 하여 이(理)와 기(氣)를 개념상으로 구별하고 나누어서 서로 대립시켰다. 실제에 있어서는 이(理)와 기(氣)의 불가분개(不可分開)를 말하였으나, 이선기후(理先氣後)의 경향을 띠었다.
성정론(性情論) 또는 심성론(心性論)에 있어서는, 주희는 정이와 같이 이(理)를 성(性)으로서 체(體)라 하고, 기(氣)를 정(情)으로서 용(用)이라 하였다. 성을 본연지성(本然之性), 즉 천지지성(天地之性)과 기질지성(氣質之性)으로 2분하여 본연지성은 순선(純善)으로서 만인에게 동일한 것이며, 기질지성은 유선악(有善惡)으로서 만인에게 차별이 있는 것이라 하였다. 기질지성 중의 악(惡)을 선(善)으로 돌이킬 것을 주장하여 거경(居敬: 우러르고 받드는 마음으로 몸과 마음을 삼가고 조심함으로써 마음을 바르게 가져 덕을 닦다)과 궁리(窮理: 널리 사물의 이치를 배워 깨우치다)를 아울러 닦을 것을 내세웠다.
지식론(知識論) 또는 인식론(認識論)에 있어서는, 주희는 정이와 같이 경험론적 입장과 이성론적 입장을 아울러 강조함으로써 귀납법과 연역법을 모두 채용했으며, 선지후행(先知後行)의 입장을 취했다.

#### 육구연
육구연(陸九淵: 1139~1192)은 송학(宋學)에 있어 이채로운 존재로 주희에 맞섰다. 육구연의 저서로는 《상산전집(象山全集)》 36권이 있다.
주희는 정이의 경험론적 · 분석적 계통을 이어 정주학을 완성시켰고, 육구연은 정호의 직각적(直覺的) · 종합적 계통을 이으면서 그 유래를 맹자에 두었다.
육구연은 주희의 이기론의 실재론적 경향에 반대하여 심즉리(心卽理)라는 유심론적 특성을 드러냈다. 그리하여 천리(天理) · 지리(地理) · 인리(人理)의 셋을 합하여 이(理)라 하고, 심(心)을 곧 이(理)라 하였다. 그러므로, 모든 현상은 심(心)의 현상이라고 하였다.
따라서 심성론(心性論)에 있어서도 본연(本然之性)과 기질(氣質之性)을 구별하지 아니하고, 이(理)로서의 본심만 밝히면 양지양능(良知良能)이 본래대로 드러난다고 하였다. 그러므로 주희의 지리한 과학적 공부방법을 배척하고 덕성(德性) 함양에만 주력하였다.

### 명나라 시대 (1368~1644)

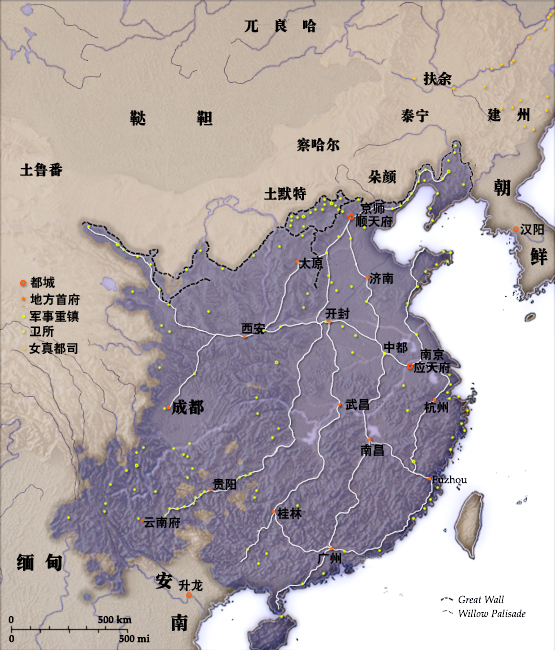
1580년의 명나라

#### 왕수인
왕수인(王守仁: 1472~1528)은 명나라 시대의 대표적인 철학자로, 육구연의 학풍을 이어 육왕학(陸王學)을 완성시켰다. 육왕학은 왕학(王學) 또는 양명학(陽明學)이라고도 한다.
심즉리(心卽理) · 지행합일(知行合一) · 치양지(致良知)는 왕학(王學)의 3강령이다.
왕수인은 심즉리(心卽理)란 유심론적 입장에서 심(心: 마음)의 본체 또는 본질을 양지(良知)라 하고, 사욕은 양지(良知)를 가려 심(心: 마음)의 본래 면목을 흐리게 한다고 주장함으로써 치양지(致良知)를 역설하였다. 이에 따라 《대학》에 나오는 격물(格物)을 정심(正心)이라 해석하여 이를 주장하였고 또 지행합일(知行合一)을 말하였다.
치양지(致良知)의 공부로서 정좌(靜坐)를 강조한 것은 《중용》에 나오는 "미발지중(未發之中)"을 체인(體印)하려는 것이며, 이러한 수양법은 선가(禪家)의 선정(禪定)을 흡수한 것이다.

#### 나흠순
나흠순(羅欽順: 1465~1547)은 정호의 계통으로서 정주학을 계승하였다. 왕수인의 선풍(禪風)적인 공리공담(空理空談)을 물리치고, 우주와 인성을 해명함에 있어, 모든 사물과 현상이 하나의 이(理)로부터 이루어졌다는 이일분수설(理一分數說)의 입장을 취했다. 저서로는 《곤지기(困知記)》가 있다.

#### 유종주
유종주(劉宗周: 1578~1645)는 명나라 시대 최후의 철학자로서 주돈이의 《태극도설》을 모방하여 《인극도설(人極圖說)》을 지어 "미발지중(未發之中)"의 심체(心體)를 무선이지선(無善而至善)이라 하여 주희의 선생이었던 이동(李侗)의 학풍을 이어 신독(愼獨) 공부를 강조하였다. 저서로는 《유자전서(劉子全書)》 40권이 있다.

## 같이 보기
- 중국의 사상
- 한·당 시대의 사상
- 유가 사상
- 불교 사상
- 도가 사상
- 성리학
- 양명학
- 선종

## 참고 문헌
- 이 문서에는 다음커뮤니케이션(현 카카오)에서 GFDL 또는 CC-SA 라이선스로 배포한 글로벌 세계대백과사전의 "동양사상 > 동양의 사상 > 중국의 사상 > 송·명의 사상 > 송·명의 사상" 항목을 기초로 작성된 글이 포함되어 있습니다.